# シーダーフォールズ郡区 (アイオワ州ブラックホーク郡)
座標: 北緯42度32分 西経92度32分 / 北緯42.53度 西経92.53度
シーダーフォールズ郡区は、アメリカ合衆国、アイオワ州、ブラックホーク郡にある17の郡区の一つである。2000年の国勢調査で、人口は325人だった。

## 地理
シーダーフォールズ郡区は、50平方キロメートル（19.2平方マイル)で、組み込まれている自治体(incorporated settlements)は存在しない。